# Legros LKM
 (mars 2024).
La mise en forme du texte ne suit pas les recommandations de Wikipédia : il faut le « wikifier ».
Les points d'amélioration suivants sont les cas les plus fréquents :
- Les titres sont pré-formatés par le logiciel. Ils ne sont ni en capitales, ni en gras.
- Le texte ne doit pas être écrit en capitales (les noms de famille non plus), ni en gras, ni en italique, ni en « petit »…
- Le gras n'est utilisé que pour surligner le titre de l'article dans l'introduction, une seule fois.
- L'italique est rarement utilisé : mots en langue étrangère, titres d'œuvres, noms de bateaux, etc.
- Les citations ne sont pas en italique mais en corps de texte normal. Elles sont entourées par des guillemets français : « et ».
- Les listes à puces sont à éviter, des paragraphes rédigés étant largement préférés. Les tableaux sont à réserver à la présentation de données structurées (résultats, etc.).
- Les appels de note de bas de page (petits chiffres en exposant, introduits par l'outil «  Source ») sont à placer entre la fin de phrase et le point final[comme ça].
- Les liens internes (vers d'autres articles de Wikipédia) sont à choisir avec parcimonie. Créez des liens vers des articles approfondissant le sujet. Les termes génériques sans rapport avec le sujet sont à éviter, ainsi que les répétitions de liens vers un même terme.
- Les liens externes sont à placer uniquement dans une section « Liens externes », à la fin de l'article. Ces liens sont à choisir avec parcimonie suivant les règles définies. Si un lien sert de source à l'article, son insertion dans le texte est à faire par les notes de bas de page.
- La présentation des références doit suivre les conventions bibliographiques. Il est recommandé d'utiliser les modèles {{Ouvrage}}, {{Chapitre}}, {{Article}}, {{Lien web}} et/ou {{Bibliographie}}. Le mode d'édition visuel peut mettre en forme automatiquement les références.
- Insérer une infobox (cadre d'informations à droite) n'est pas obligatoire pour parachever la mise en page.

Pour une aide détaillée, merci de consulter Aide:Wikification.
Si vous pensez que ces points ont été résolus, vous pouvez retirer ce bandeau et améliorer la mise en forme d'un autre article.
Legros LKM
De son vrai nom Amadou Koumbassa alias Legros LKM est un chanteur, auteur-compositeur et maître chorégraphe guinéen.

## Biographie
Amadou Koumbassa alias Legros LKM est né en mai 1990 à Conakry, en République de Guinée.
Legros LKM évolue dans plusieurs domaines artistiques tels que la danse et la musique. Il est auteur, compositeur, interprète et maître chorégraphe.
En 2000, Legros LKM et ses amis forment le groupe de musique Black Killers. Legros LKM quittera le groupe Black Killers qui sera rebaptisé « Black Never Die » en 2013.
En 2010, il intègre l'école des Sables de Toubab  il intègre l'école des Sables de Toubab Dialaw à Dakar où il obtient son diplôme de maître chorégraphe en décembre 2012.
Pendant sa formation Dakar, Legros LKM a participé à de nombreuses compétitions de danse, telles que l'Urbanation Bboy, le Festival Mondial des Arts Nègres, le Battle King of the King et les Hip Hop Awards.
En 2017, Legros LKM décide de se lancer dans une carrière solo. Il enregistre son premier album intitulé M’ma namoungni, qui signifie « Ma culture » en langue soussou.
Il participe également à de nombreux projets artistiques, tels que Nos Jeunes Ont du Talent avec RTT Production, le Vox Africa Guinea Urban Tour en Guinée, le festival Tounkagouna Fêtes au Mali, le Panafrican Arts Festival (PANAF) à Bruxelles, le festival TERRES DU SON et un spectacle à Laval en France.
Auteur-compositeur, mais aussi maître chorégraphe, Legros LKM a réalisé deux spectacles au Centre Culturel Franco-Guinéen (CCFG) : Sortir de l'Ombre en février 2019  et Un jour au village le 18 octobre 2019.
Avec l’ambition de créer sa propre école de danse, et malgré la COVID-19, Legros LKM crée sa propre fondation, la Fondation Je Danse (FJD). Il se fixe pour objectif de construire le Centre Des Arts Nimba.
En tant que détenteur de sa propre maison de production, LKM PROD, Legros LKM annonce la sortie officielle de son deuxième intitulé La Guinée K en 2023.

## Distinctions
En 2015, Legros LKM remporte le prix de la « Meilleure prestation scénique » au Guinée Music Award. La même année, en 2015, il remporte également le prix des internautes du concours Star Africa Sound.